# 1,5-アンヒドロ-D-グルシトール

D-グルコースの構造式。

1,5-アンヒドロ-D-グルシトールまたは1,5-アンヒドログルシトールまたは1,5-AGとは、天然に存在する単糖類の1種であり、ほとんど全ての食品中に含有されている。ヒトの血中にも一定量存在するが、尿糖が出現する（尿中にグルコースが排泄される）ような高血糖状態（およそ180mg/dL以上）では尿中に排泄されて血中1,5-AG濃度が減少する。1,5-AGはヘモグロビンA1c濃度が正常値またはそれに近い値を示す患者でも直近数日間の高血糖を検出できる。高血糖でない状態が2〜4週間継続すると、正常値に戻るとされる。

## 歴史
1981年、赤沼らは糖尿病患者の血中1,5-AG濃度が低いことを初めて示した。この血中1,5-AG低値は1983年にインスリン投与を受けていない初期の糖尿病患者で再確認された。さらなる研究で、薬物療法で血糖値を下げている患者では1,5-AG濃度が低下していない事も確かめられた。2003年、1,5-AG濃度が短期間の血糖値モニタリングに利用できることが示された。2006年、日本化薬はGlycoMarkを開発し、ヘモグロビンA1cが同程度の患者でも食後血糖値の上昇度が異なるケース（持続的血糖モニタリングで異なるプロファイルを示す患者）を1,5-AGで識別できることを示した。

## 生理学
1,5-AGはほとんど全ての食品に含まれ、食事によって摂取される。ほぼ100%代謝されることなく、血中、体組織中に一定量蓄積される。血中の1,5-AGは腎臓の糸球体で濾過され、近位尿細管で再吸収される。定常状態では、摂取した量と同量の1,5-AGが排出され、血中・組織中濃度は一定に保たれる。血糖値が180mg/dLを超えない場合は、この定常状態にある。
糖尿病患者の血糖値が180mg/dLを超えると、腎臓はグルコースを再吸収できず、尿中に糖が排出される。この時、腎臓中のグルコースが1,5-AGの再吸収を競争的に阻害するので、1,5-AGの尿中排泄が増加し、血中1,5-AG濃度は速やかに低下する。高血糖状態が是正されると、1,5-AGは再度吸収されるようになり、0.3µg/mL/日の速度で正常値に戻る。高血糖（180mg/dL以上）でない状態が2〜4週間継続すると、血中1,5-AG値は正常値に戻る。

## 1,5-AGの測定
測定の総合評価は文献参照のこと。
測定には特殊な機器を要しない。測定は下記の2段階で実施する。
反応1：試料にグルコキナーゼを入れ、アデノシン三リン酸、ピルビン酸キナーゼ、ホスホエノールピルビン酸存在下、グルコースをグルコース-6-リン酸に転化する。
反応2：ピラノースオキシダーゼで1,5-AGの2位のヒドロキシル基を酸化し、過酸化水素を生成する。過酸化水素濃度をペルオキシダーゼを用いて測定し、血中1,5-AG濃度を求める。

## 結果解釈
測定単位はµg/mL。正常値は12µg/mL超であり、低値である程血糖管理が悪い（180mg/dLであった期間が長い）事を示す。過去の血糖平均値が185mg/dLであると1,5-AGは10µg/mLとなり、糖尿病疑いとなる。1,5-AGが10µg/mLの場合は食事療法の対象であり、改善されない場合は経口糖尿病薬や超即効性インスリンも考慮の対象となる。
| 1,5-AG （µg/mL） | 食後血糖値平均 （mg/dL） |
| ---------------- | ------------------------ |
| > 12             | < 180                    |
| 10               | 185                      |
| 8                | 190                      |
| 6                | 200                      |
| 4                | 225                      |
| < 2              | > 290                    |

## 承認
アメリカ合衆国においてGlycoMarkはFDAに承認されており、市場で入手できるほか、病院でも検査できる。
日本では月1回まで診療報酬請求できる。